# Ausserbinn
Ausserbinn is een plaats en voormalige gemeente in het Zwitserse kanton Wallis en maakt sinds 1 oktober 2004 deel uit van de gemeente Ernen in het district Goms.
- Gemeinsame Normdatei: 1052216579
- Historisch woordenboek van Zwitserland: 002681
- Virtual International Authority File: 308750754